# اچ‌ام‌اس یونیکورن (۱۶۳۴)
اچ‌ام‌اس یونیکورن (۱۶۳۴) (به انگلیسی: HMS Unicorn (1634)) یک کشتی بود که طول آن ۱۰۷ فوت (۳۳ متر) بود.